# Iglesia San Nicolás de Moruy

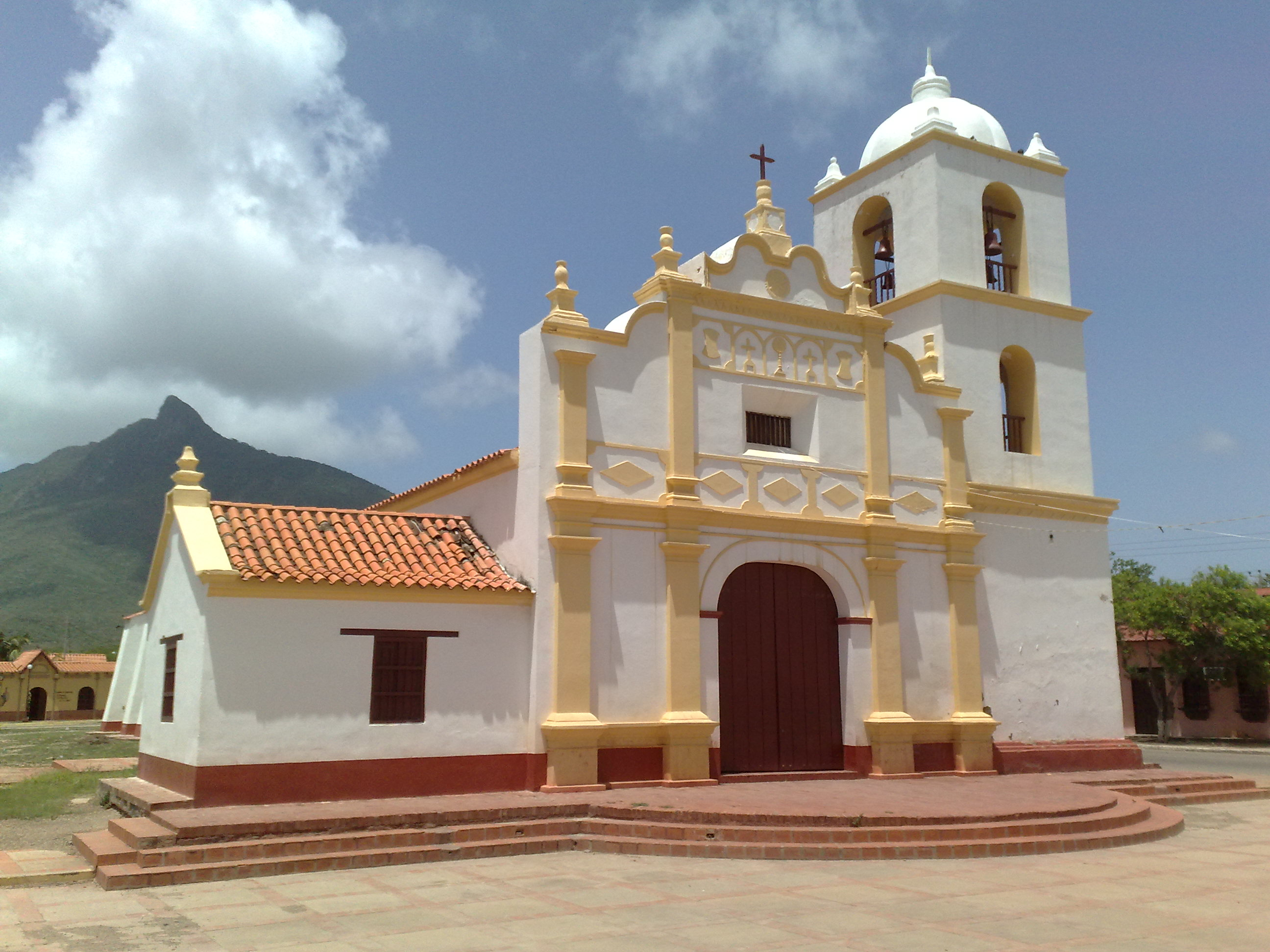
Iglesia San Nicolás de Moruy

Die Iglesia San Nicolás de Moruy ist eine römisch-katholische Kirche auf der Halbinsel Paraguaná in Venezuela. Sie befindet sich am Fuße des Cerro Santa Ana, der mit 830 Metern die höchste Erhebung auf der Halbinsel ist. 

## Geschichte
Die Moruy-Kirche ist eines der typischen Beispiele religiöser Architektur in Venezuela und eine der am besten erhaltenen Kirchen aus der Kolonialzeit. Die Kirche wurde im 18. Jahrhundert erbaut und gehört zum Erzbistum Caracas.  Die Kirche wurde dem Heiligen Nikolaus von Myra geweiht. An der Kirche befindet sich ein massives Messingschild, mit einem Hinweis auf das  Jahr 1795. Es gibt jedoch keine Gewissheit über das genaue Datum des Baubeginns.
Auf Grund der seismische Aktivitäten in den vergangenen 300 Jahren hat das Gebäude sehr gelitten. Mehrfach mussten die Außenwände abgestützt werden. 1970 wurde das Gebäude einer kompletten Renovierung unterzogen, dabei wurde die ursprüngliche Bauform beibehalten.